# Mosaïque (Deverne)
Pour les articles homonymes, voir Mosaïque (homonymie).
Mosaïque est une œuvre de Michel Deverne. C'est l'une des œuvres d'art de la Défense, en France.

## Description
L'œuvre est située à l'intérieur de la cour centrale de l'immeuble Les Miroirs. Elle est constituée d'une série de volumes cylindriques recouverts de mosaïques.

## Historique
L'œuvre est installée en 1982.

## Pour approfondir